# Kurfürstliches Palais

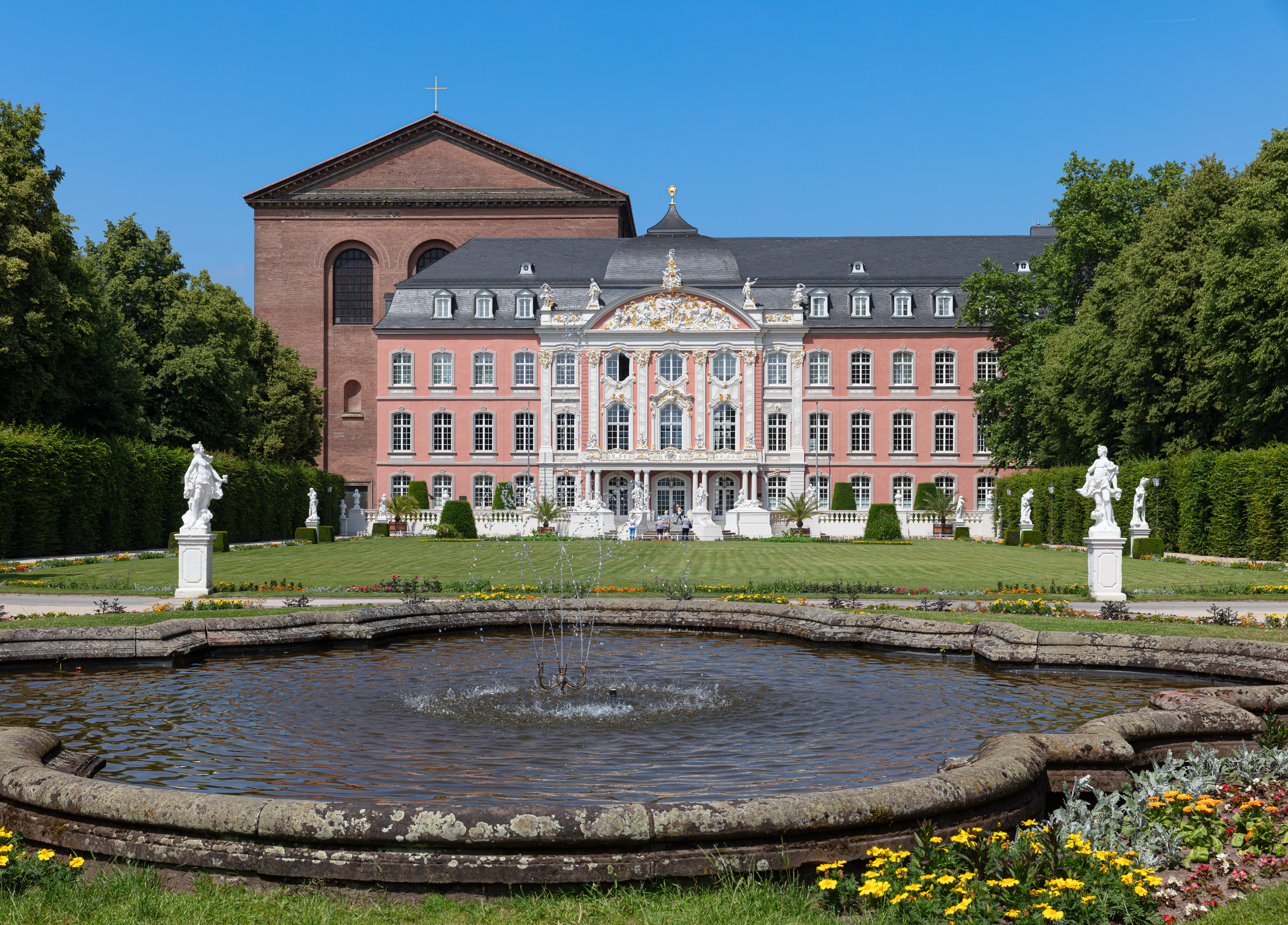
Kurfürstliches Palais

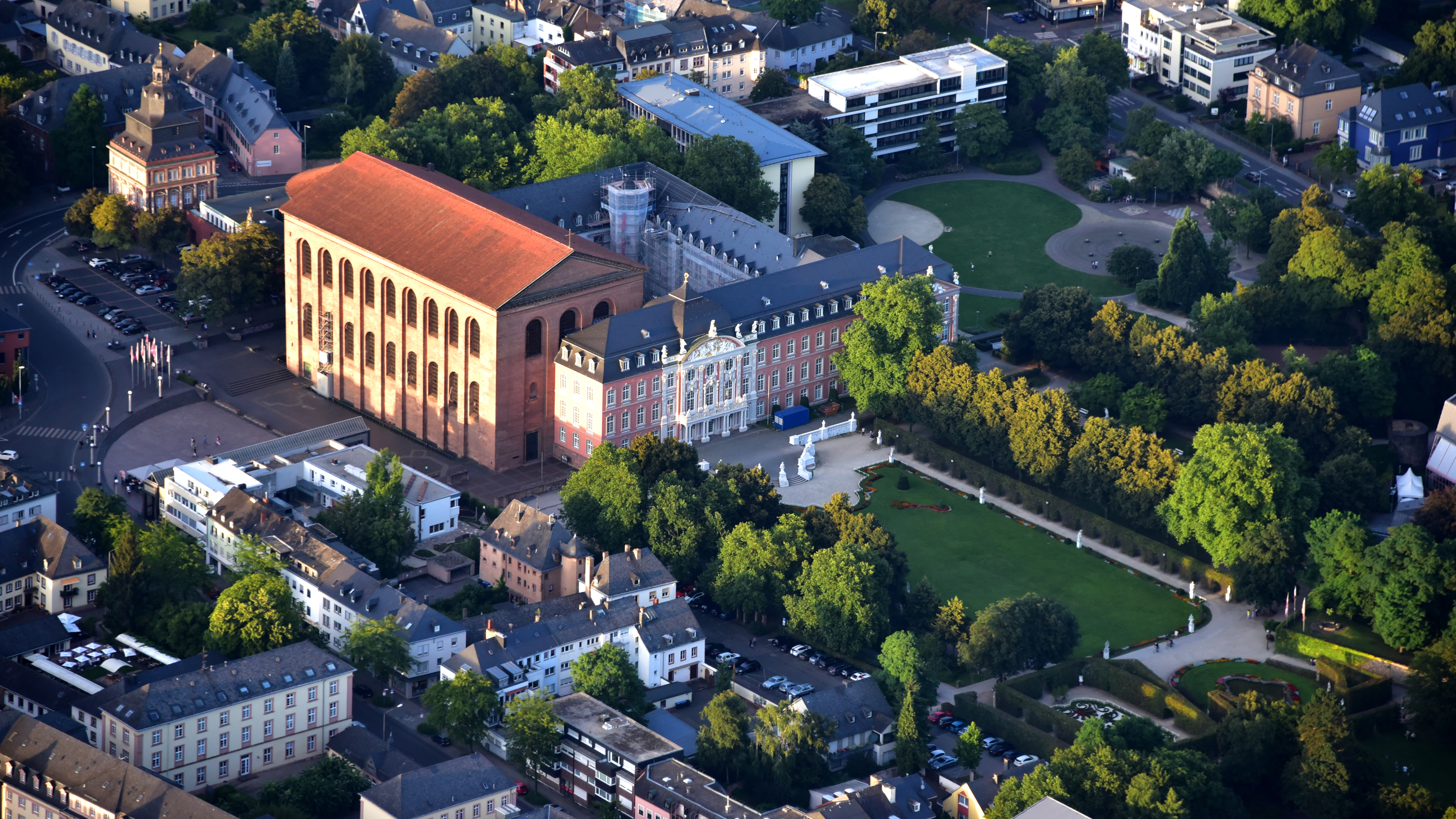
Basilika und Palais, Luftaufnahme (2016)

Das Kurfürstliche Palais der Stadt Trier war im 17. und 18. Jahrhundert Residenz der Fürstbischöfe von Trier (bis 1794). Diese regierten als Kurfürsten den Kurstaat Trier und standen in Personalunion (bis 1797) als Erzbischöfe dem Erzbistum Trier vor. 
Der Renaissance- und Rokokobau war teilweise auf der Grundfläche der römischen Konstantinbasilika gebaut worden. Im 19. Jahrhundert wurde deswegen der Westflügel des Palais niedergelegt, um auf seinem Grund die Basilika wieder zu errichten.
Nach der Enteignung der Kurfürsten unter Napoleon wurde das Kurfürstliche Palais im 19. und am Anfang des 20. Jahrhunderts von französischen und preußischen Truppen als Kaserne genutzt. Im Zweiten Weltkrieg wurde das Gebäude schwer beschädigt. Anschließend wurden die Wirtschaftsgebäude, das sogenannte Niederschloss, mit Ausnahme des Roten Turms und eines Portals vollständig abgerissen. Heute beherbergt der Bau verschiedene Behörden. Teile des Nordflügels werden von der evangelischen Gemeinde genutzt, Teile des Südflügels dienen repräsentativen Zwecken.
Der Palastgarten im Süden des Palais steht seit Beginn des 20. Jahrhunderts der Öffentlichkeit als Park zur Verfügung.

## Antike Funde

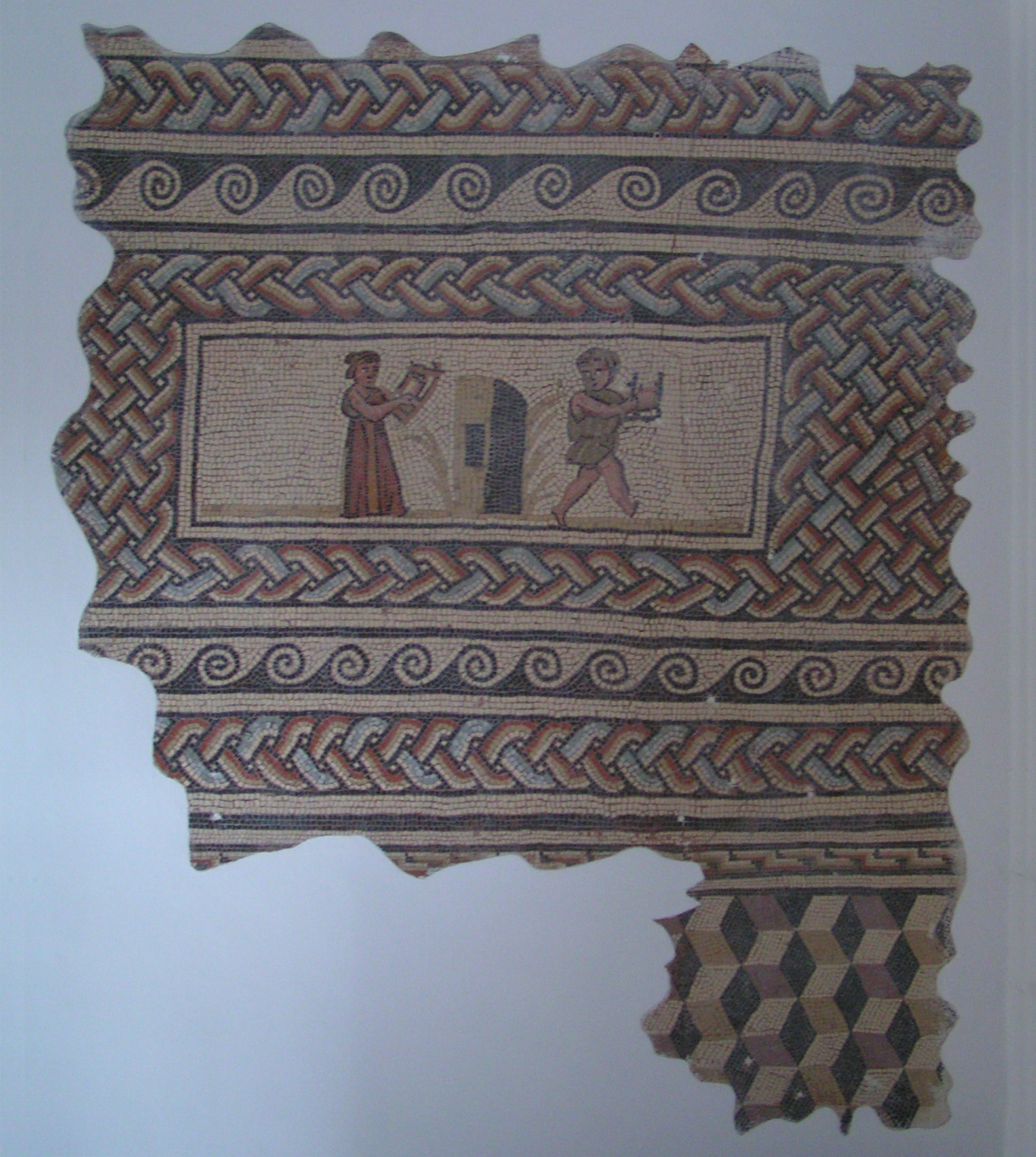
Römischer Mosaikfund, heute im Eingangsbereich des Palais

Grabungen haben gezeigt, dass die Grundfläche des Kurfürstlichen Palais bereits in der römischen Antike bebaut war. Nur wenige Reste sind noch aus der Zeit vor Konstantin dem Großen erhalten.
Unter Konstantin dem Großen wurde das Gelände des Kurfürstlichen Palais mit mehreren Gebäuden des Palastkomplexes bebaut, der um den kaiserlichen Thronsaal (d. h. die Palastaula oder Konstantinbasilika) errichtet wurde. Bei Ausgrabungen wurden in zwei Räumen – im Innenhof des Kurfürstlichen Palais gelegen – römische Mosaike gefunden (siehe schraffierte Flächen auf der Karte der früheren und heutigen Bauten).

## 16. – 17. Jhd.: Bau im Renaissancestil

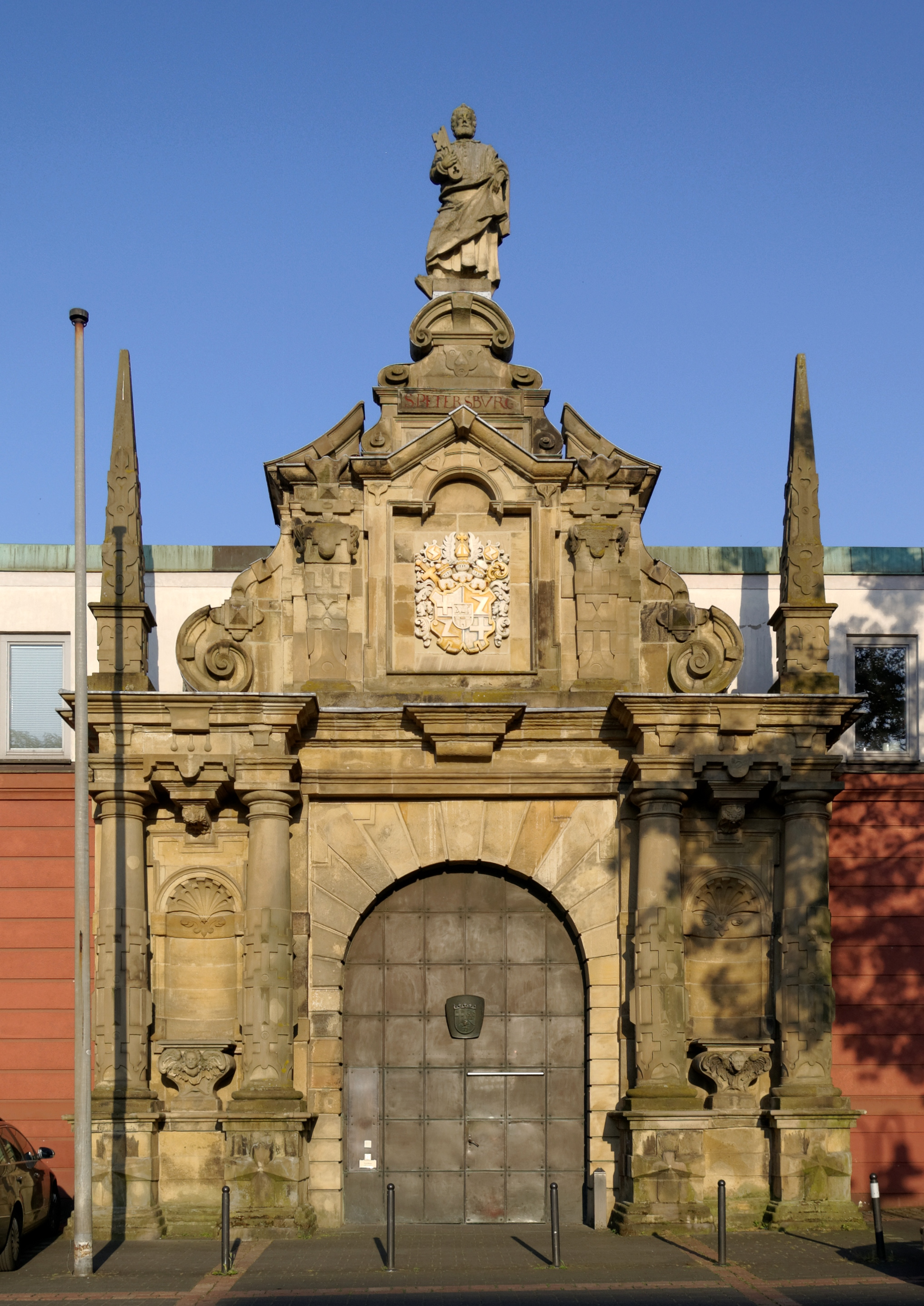
Niederschloss: St.-Petersburg-Portal

Ab etwa dem Jahr 1000 nutzten die Trierer Bischöfe die symbolträchtige Palastaula der römischen Kaiser (Konstantinbasilika) als Burg. Das antike Gebäude war in dieser Zeit mit Zinnen versehen und seine nördliche Apsis (Halbrund) zu einem Bergfried ausgebaut (siehe Konstantinsbasilika, einschließlich Bildern).

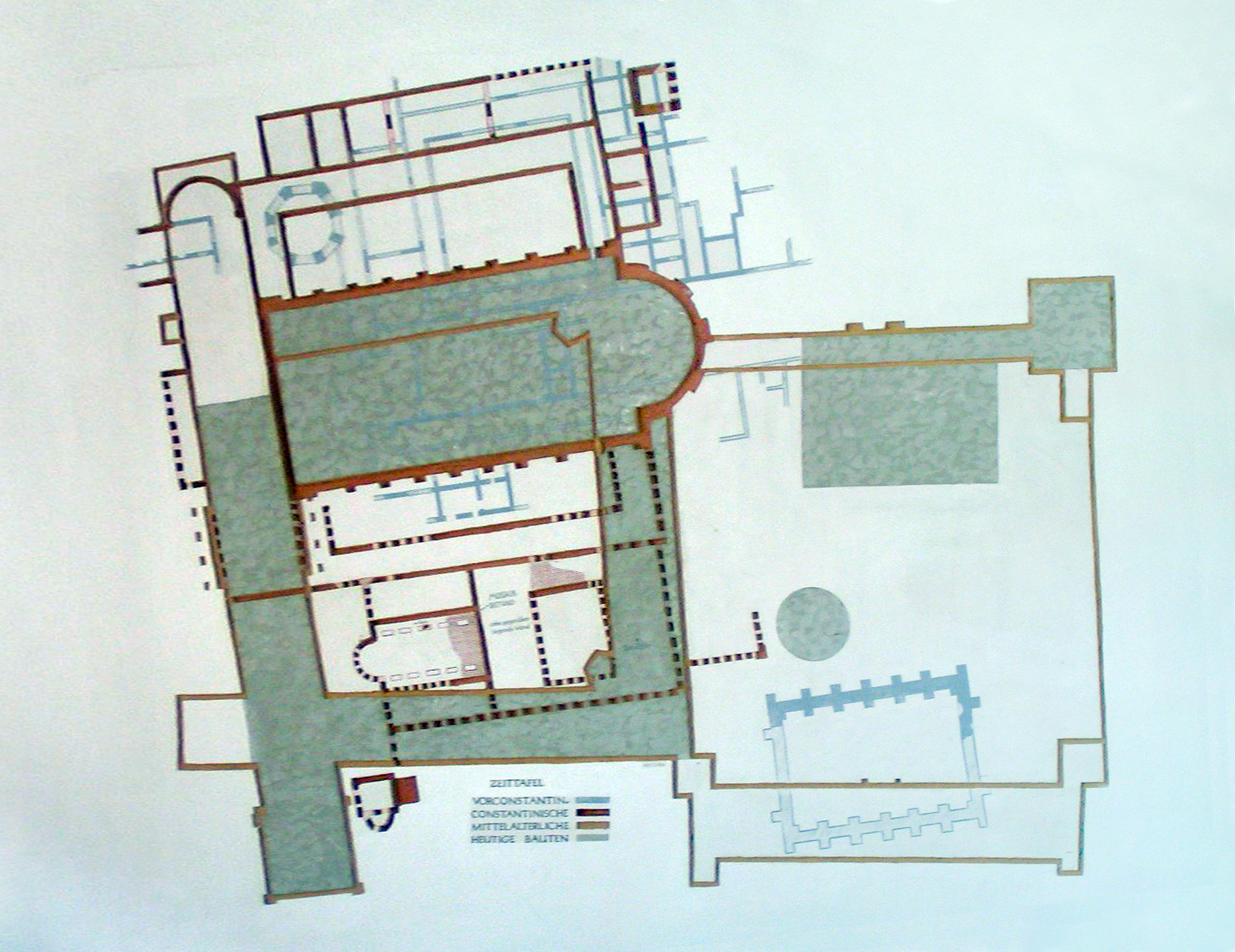
Frühere und heutige Bauten im Bereich von Kurfürstlichem Palais und Basilika
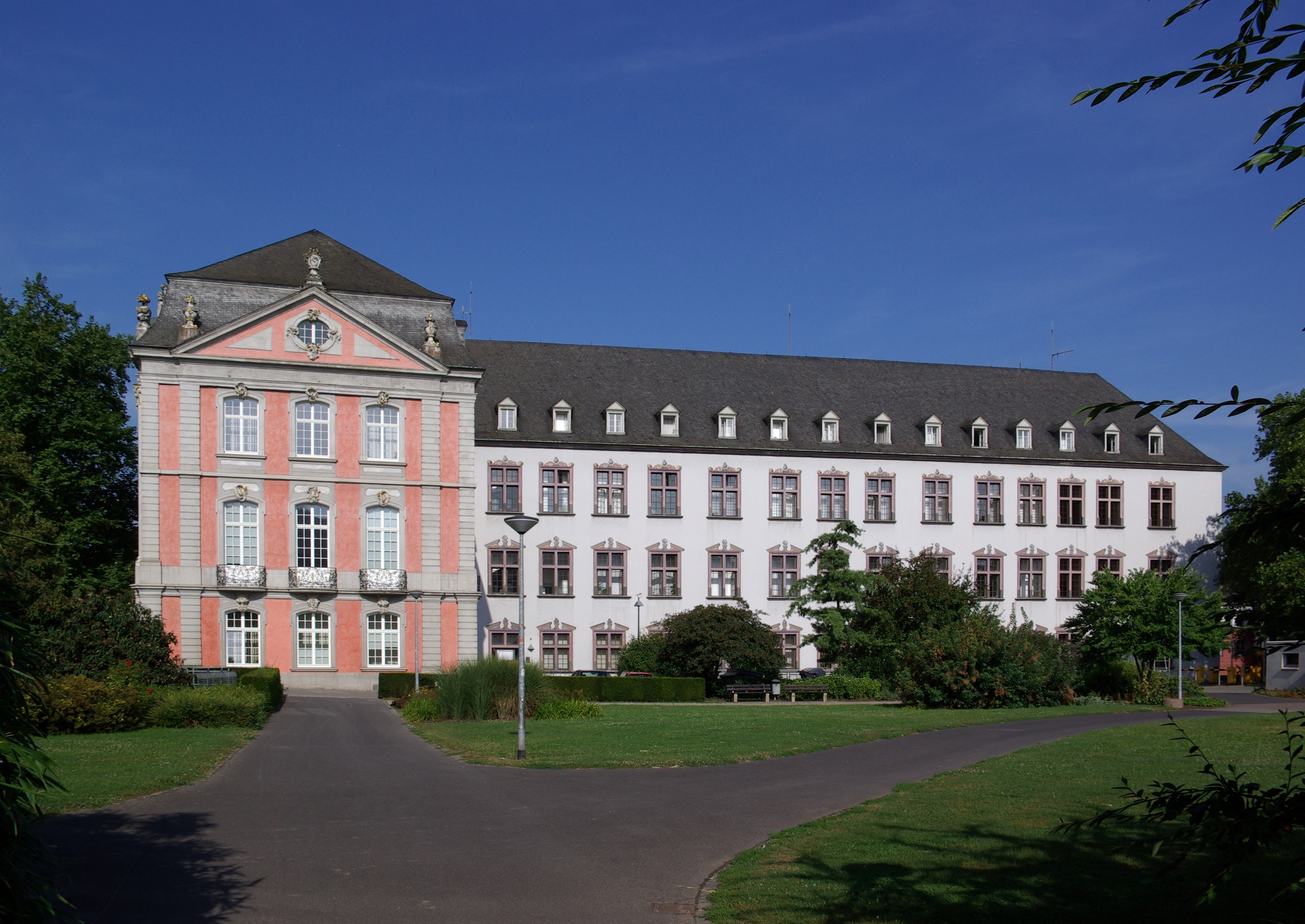
Ostflügel (weiß, ca. 1615–1635) im Stil der Spätrenaissance
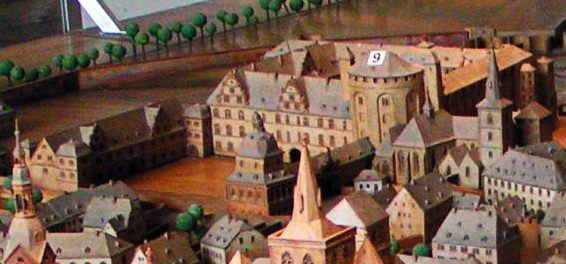
Nieder- und Hochschloss ca. 1800, vorn re. Roter Turm und Petersburg-Portal (Stadtmodell im Museum Simeonstift)

Einige Jahrhunderte später entsprach der Bau nicht mehr den veränderten Bedürfnissen und dem aktuellen Geschmack. Kurfürst Johann VII. von Schönenberg (1581–1599) plante ein Schloss im Stil der Renaissance. Dazu ließ er um die Basilika Wohnhäuser abreißen, um Raum für den Neubau zu gewinnen.
In der Zeit von 1615 bis 1676 entstand – zunächst unter seinem Nachfolger, Kurfürst Lothar von Metternich (1599–1623) – ein Schloss im Stil der Spätrenaissance, das nach Petrus, dem Trierer Stadtpatron, den Namen St. Petersburg erhielt. Geplant war eine Anlage aus „Hoch-“ und „Niederschloss“, in der das vierflügelige Hochschloss mit Wohn- und repräsentativen Räumen um einen fast quadratischen Innenhof angelegt werden sollte. Im Norden sollte sich das Niederschloss mit den Wirtschaftsräumen und einem zweiten Innenhof anschließen.
Die Arbeiten begannen mit dem Hochschloss. Es wurde an und in die Konstantinbasilika gebaut, die zu diesem Zweck teilweise niedergelegt wurde. Ursprünglich war angeblich geplant, den antiken Bau vollständig abzureißen, doch die römische Ziegelbauweise sei so widerstandsfähig gewesen, dass die Durchführung unerwartet teuer geworden wäre; daraufhin sei entschieden worden, die Westseite und die Nordapsis der Basilika stehen zu lassen und als Außenwände in den Schlossbau zu integrieren. Da der Fußboden des antiken Baus niedriger lag als der Erdboden des 17. Jahrhunderts, brauchten die Ost- und Südwand nicht vollständig abgetragen zu werden. Die untersten Ziegelschichten blieben erhalten (heute wieder in der Basilika sichtbar) und die Fläche wurde aufgeschüttet. Der Westflügel des Schlosses sollte nur etwa ein Drittel der Breite der Basilika einnehmen. Die übrige Breite wurde dem Innenhof des Schlosses zugefügt (siehe Karte). Nach der Grundsteinlegung 1615 wurden bis zum Tode von Metternichs 1623 der Nordflügel vollendet und der Ostflügel begonnen. Erst unter Kurfürst Philipp Christoph von Sötern, von Metternichs Nachfolger, wurde das Hochschloss fertiggestellt.
Außerdem begann der Bau des Niederschlosses. Bereits in den 1620er Jahren war im Westen – ebenfalls im Stil der Renaissance – ein Portal begonnen worden. Dann kamen die Bauarbeiten jedoch mehrere Jahre zum Erliegen, als der Kurfürst aus politischen Gründen während des Dreißigjährigen Krieges von 1635 bis 1645 von den Habsburgern gefangen genommen wurde (siehe von Sötern: im Dreißigjährigen Krieg). Erst nach der Freilassung von Söterns wurde das Niederschloss vollendet. Es umfasste zwei schmale, lange Flügel im Westen und Osten, die sich direkt an das Palais anfügten. Im Norden schloss eine Mauer den Innenhof ab. 1647 wurde der Rote Turm fertiggestellt, ein mächtiger viereckiger Kanzlei- und Archivbau im Nordwesten des Niederschlosses. Erst unter dem nächsten Kurfürst, Karl Kaspar von der Leyen, wurde der Bau des Schlosses vollends abgeschlossen.
Der Neubau wurde jedoch nur wenig genutzt. Bereits 1629 hatten die Kurfürsten ihre Residenz aus dem im Dreißigjährigen Krieg unsicher gewordenen Trier nach Koblenz verlegt.

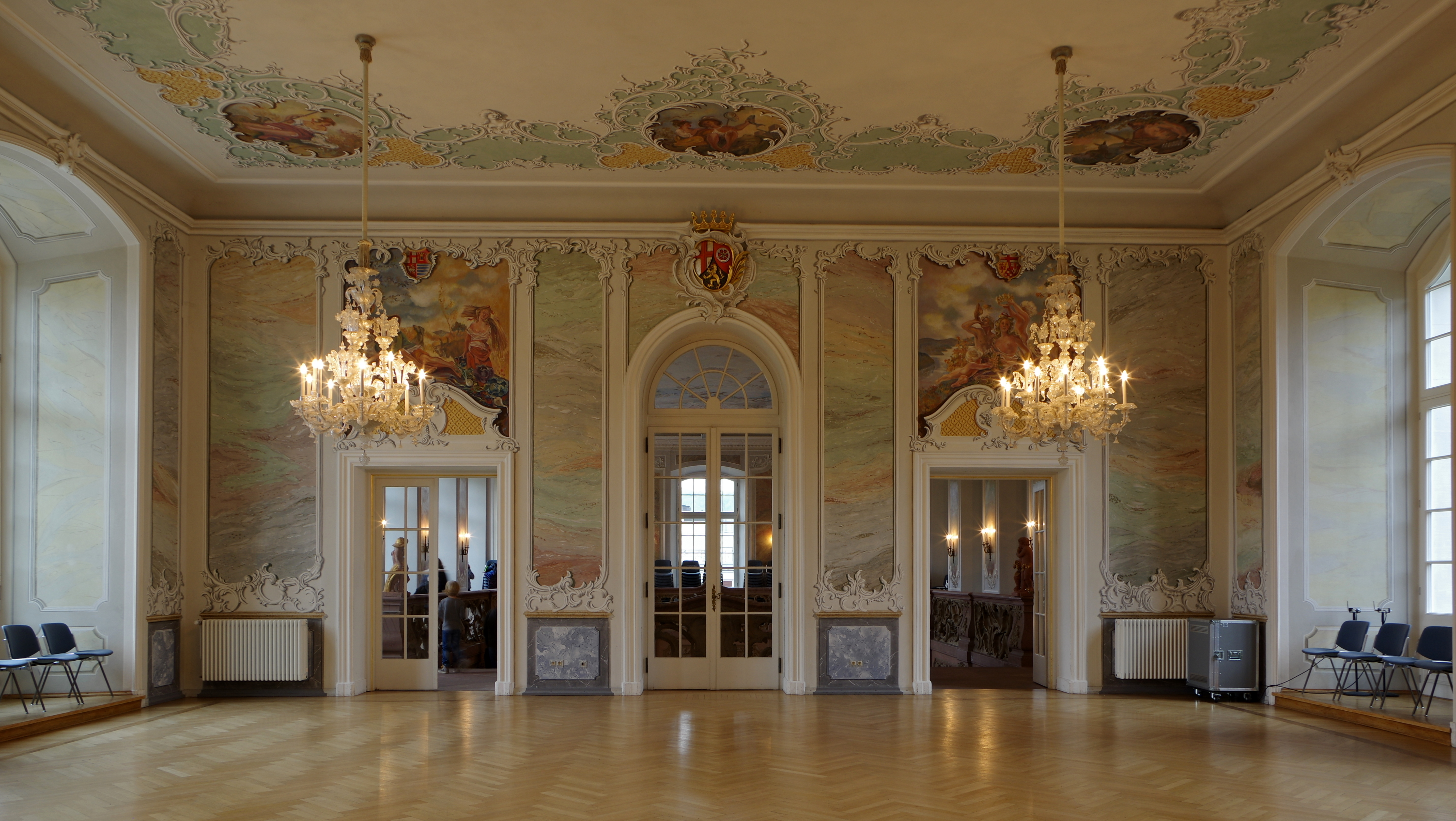
Rokokosaal im ersten Obergeschoss

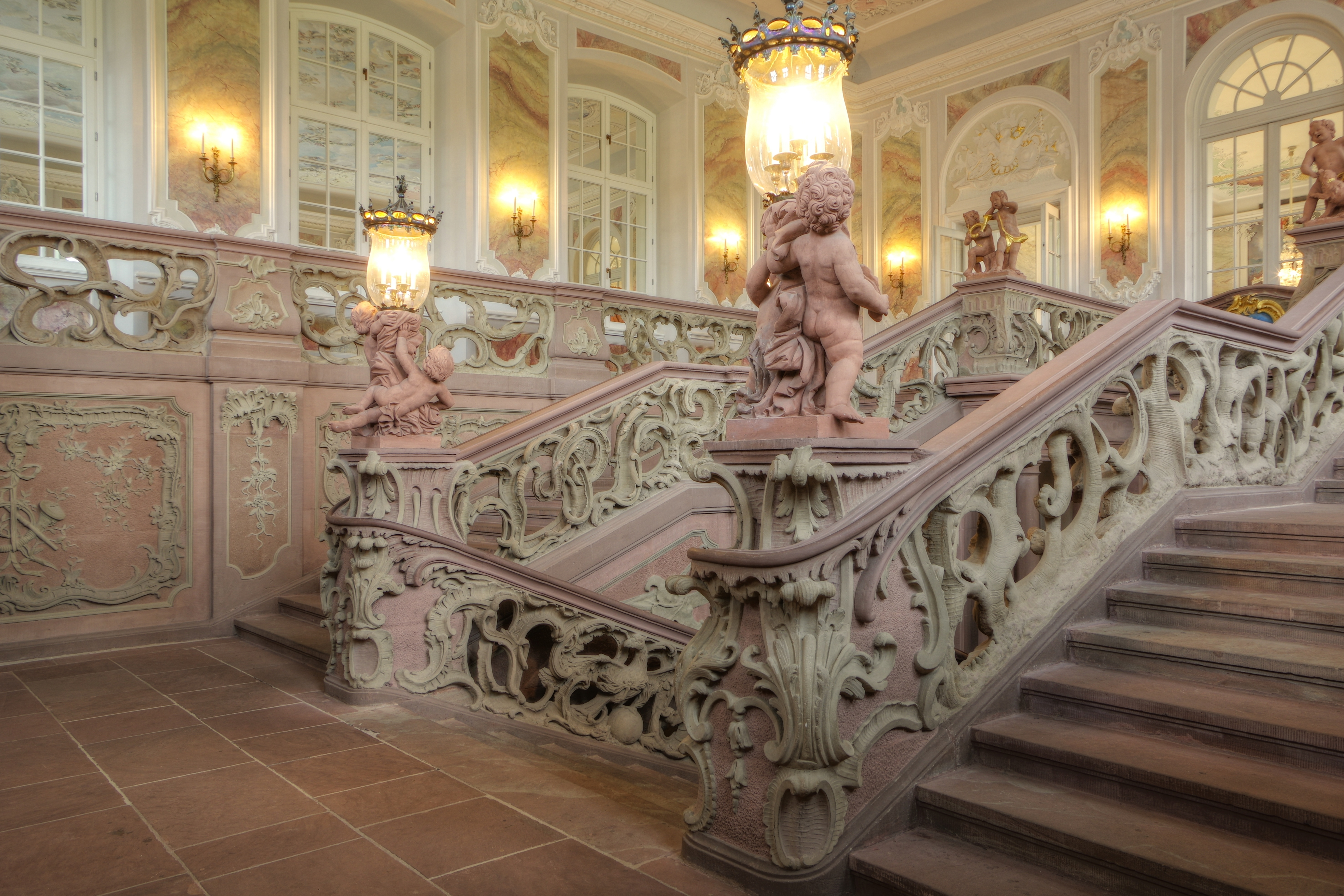
Rokokotreppe von Seiz und Tietz

## 17. Jhd. – 1794: Rokokoflügel
Erst Kurfürst Johann Philipp von Walderdorff zog wieder nach Trier, allerdings ohne die Koblenzer Residenz aufzugeben. Er gab 1756 dem Balthasar-Neumann-Schüler Johannes Seiz den Auftrag, den Südflügel des Palastes nach dem Zeitgeschmack des Rokoko um- und auszubauen. Die bildhauerischen Arbeiten übernahm Ferdinand Tietz, der unter anderem in Würzburg unter Balthasar Neumann gearbeitet hatte. Der neue, rosafarbene Südflügel sollte nach beiden Seiten über das bisherige Schloss hinausragen. Zentral wurde ein Mittelrisalit (auf ganzer Höhe hervorspringender Gebäudeteil) errichtet, an beiden Seiten sollten Eckrisalite den langen Flügel weiter untergliedern. Das Vorhaben wurde allerdings nie ganz vollendet: Nach Westen hin wurde der Flügel nur verkürzt – ohne Eckrisalit – ausgeführt und reichte nur bis etwa zur Westmauer, d. h. der alten Basilikamauer. Einige Achsen des alten Gebäudes blieben unverändert erhalten, dieser Teil wurde im 19. Jahrhundert beim Wiederaufbau der Basilika abgebrochen.
Auch im Innern wurde der rosafarbene Südflügel im Rokokostil ausgearbeitet. Im Obergeschoss wurde zentral (Mittelrisalit) ein Saal eingerichtet, zu dem auf der Westseite des Haupteingangs eine repräsentative Treppe hinaufführt. Die Treppe wurde ebenfalls von Seiz und Tietz ausgeführt.
Noch bis 1794 diente das Kurfürstliche Palais den Kurfürsten gelegentlich als Residenz, obwohl nur wenige Räume vollständig eingerichtet waren.

## 1794–1930: Nutzung als Kaserne, Rückbau der Basilika

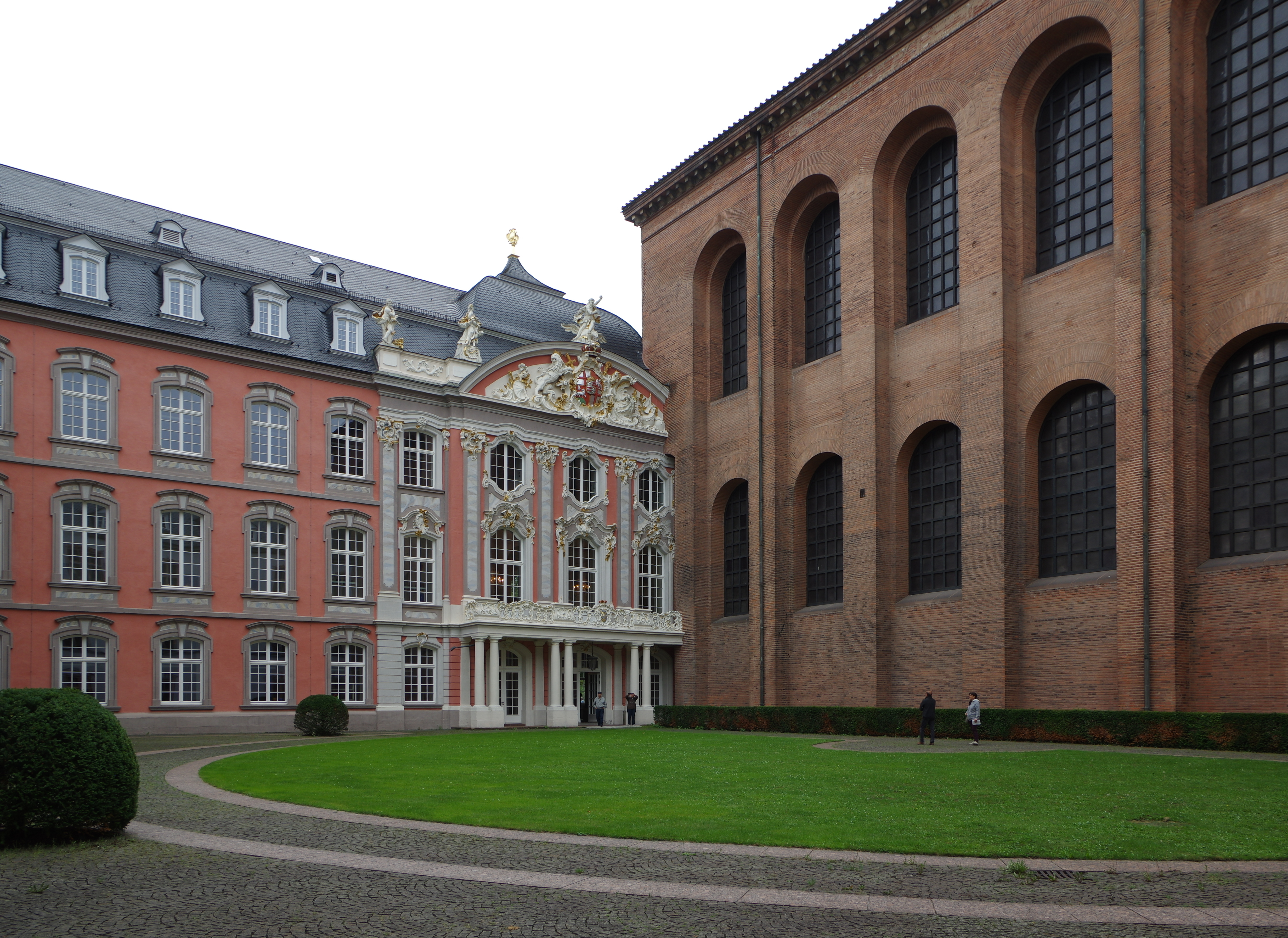
Innenhof: Der Mittelrisalit des Palais musste teilweise dem Wiederaufbau der Basilika weichen

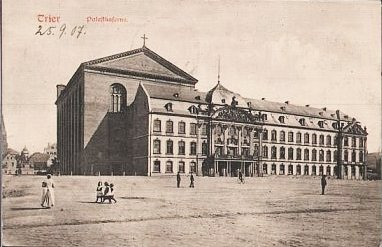
Gekürzter Südflügel 1907, noch mit Dreiecksgiebel am Westende und ohne Palastgarten

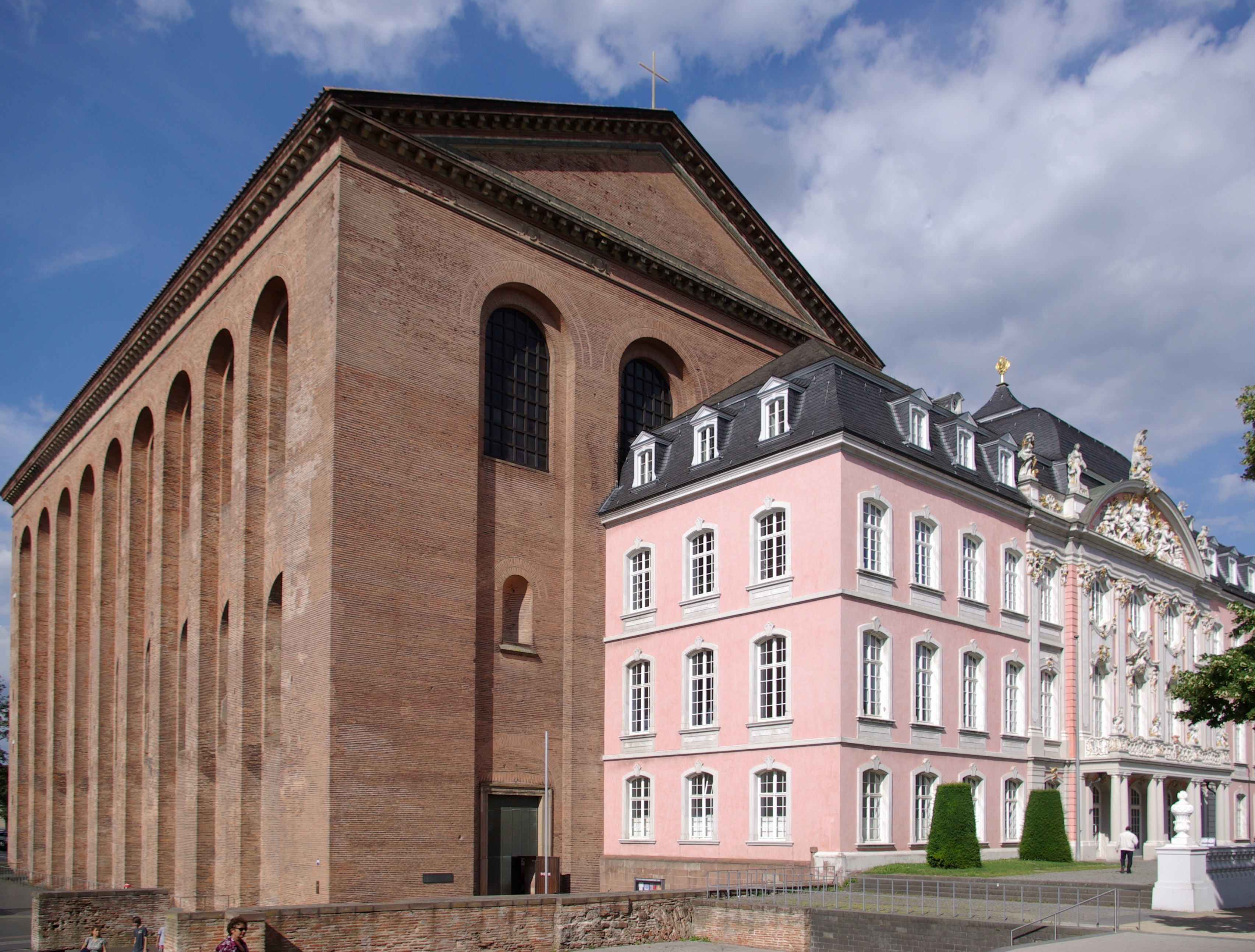
Heutiger Übergang zur Konstantinbasilika

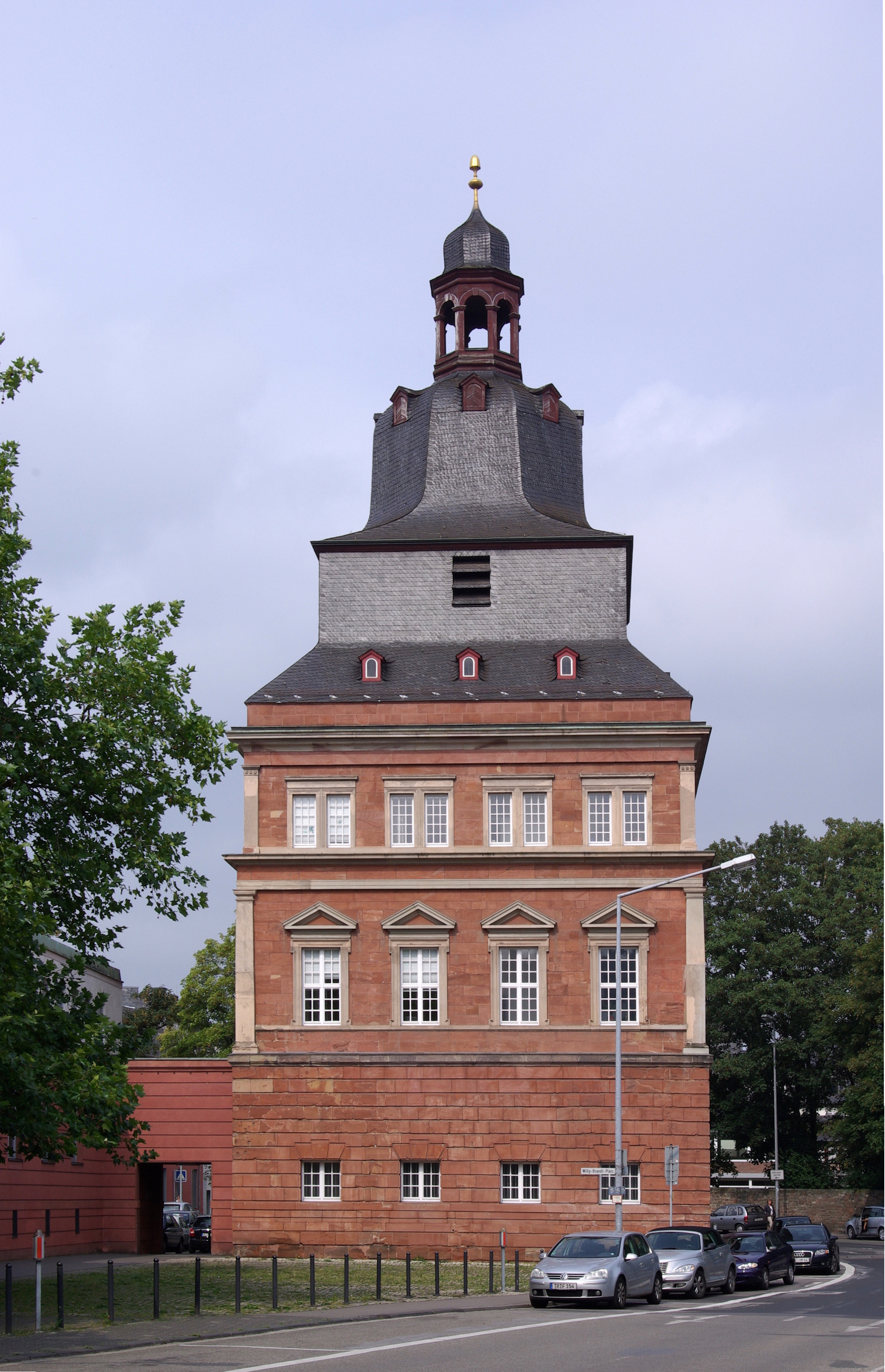
Heute Glockenturm: Roter Turm (von Osten)

1794 besetzten französische Revolutionstruppen Trier. Ab 1803 nutzte die französische Besatzung das Kurfürstliche Palais als Kaserne. Als die protestantischen Preußen Trier eroberten, änderte sich hieran nichts. Auch sie verwendeten das Kurfürstliche Palais bis 1918 als Kaserne für ihre Truppen. Von 1871 bis zum Ersten Weltkrieg war in der sogenannten „Palastkaserne“ das 7. Rheinische Infanterie-Regiment Nr. 69 einquartiert.
Um 1830 wurde der Rote Turm um ein Stockwerk erhöht.
Bedeutsam war die Entscheidung König Friedrich Wilhelms IV., die Konstantinbasilika solle wieder in ihren römischen Zustand versetzt und der protestantischen Gemeinde Triers – die noch keine eigene Kirche hatte – übergeben werden. Von 1841 bis 1862 wurde daraufhin die Basilika unter Carl Schnitzler in ihrer ursprünglichen Größe als imposanter Hallenraum wieder aufgebaut und ab 1856 von der protestantischen Gemeinde genutzt.
Die Folgen für das Kurfürstliche Palais waren weitreichend: Der Westflügel musste komplett niedergelegt werden, wodurch der Innenhof verkleinert wurde und seine symmetrische Architektur verlor – im Westen erhebt sich seither unvermittelt in rötlichem, den römischen Ziegeln angeglichenem Stein die wiederaufgerichtete Basilikamauer. Auch der Rokoko-Südflügel wurde beeinträchtigt und nach Westen verkürzt. Zunächst war angeblich geplant worden, den Flügel so weit abzutragen, dass die gesamte Südfassade der Basilika wieder freistehen würde. Das hätte allerdings erfordert, auch die Rokokotreppe einzureißen. Sie soll bereits damals als so künstlerisch wertvoll angesehen worden sein, dass daraufhin ein architektonischer Kompromiss gesucht worden sei: Die Westfront der Basilika wurde nur teilweise freigelegt; das Kurfürstliche Palais wurde um mehrere Meter verkürzt, aber die Treppe erhalten. Für die Entscheidung dürfte allerdings ebenfalls entscheidend gewesen sein, dass die endgültige Lösung auch eine gewisse Symmetrie des Südflügels erhielt und vor allem den „Mittel“-risalit des Südflügels bestehen ließ. Eine vollständige Freilegung der Basilika-Westfront hätte hingegen einen Teilabbruch dieses Bauteils erfordert (siehe Aufnahme vom Innenhof). Der Südflügel wurde ursprünglich in einem glatten Schnitt gekürzt, so dass seine Westseite in einem schmucklosen Dreiecksgiebel endete und sich dadurch zusätzlich von der Ostseite mit ihrem Walmgiebel unterschied. Diese Ungleichheit wurde erst am Anfang des 20. Jahrhunderts aufgehoben, als die oberen Stockwerke der Westseite weiter gekürzt wurden und auch hier ein Walmgiebel eingesetzt wurde.
Erhalten blieben hingegen wenige unterirdische Räume, insbesondere ein unter der Basilika gelegener Weinkeller. Sie wurden im 20. Jahrhundert gemeinsam mit anderen Mauerresten unter dem Römerbau ausgegraben und sind heute für vorangemeldete Gruppen von der Basilika aus zugänglich.
In der Zeit des Ersten Weltkriegs war im Kurfürstlichen Palais das Reservelazarett III untergebracht. Nach dem Krieg wurde die Kaserne kurzzeitig von der US-Armee belegt, ihr folgten 1919 wiederum die Franzosen, die die Kaserne als „Quartier de la Marne“, in Anlehnung an die Marneschlacht benannten. Bis zum Ende der Besatzung 1930 blieb das Kurfürstliche Palais Kaserne.

## Ab 1930: Nutzung für Verwaltung, Kirche und Veranstaltungen
Die Innenräume waren durch die Nutzung als Kaserne und mehrfache Umbauten stark verändert, abgesehen von der Treppe hatte kaum etwas von der ursprünglichen Ausstattung überdauert. In den 1930er Jahren gab es Pläne, den kurfürstlichen Palast als Großmuseum herzurichten, in dem die neuzeitlichen Bestände der Trierer Museen zusammengeführt werden sollten. Im Zuge dieser Maßnahmen restaurierte man einige Innenräume, die Pläne wurden aber schließlich durch den Beginn des Krieges nicht mehr weitergeführt. Einige Reste von Malereien und Stuckaturen konnten jedoch freigelegt werden.
Im Zweiten Weltkrieg wurde das Kurfürstliche Palais schwer beschädigt: Die Dächer brannten ab, hinzu kamen Granat- und Bombentreffer. Durch die eindringende Witterung wurden die letzten, wenige Jahre vorher noch wiederhergestellten Reste von Deckenmalereien und Stuckverzierungen im Gartenflügel vernichtet, auch die prachtvolle Rokokotreppe wies schwere Schäden auf. Die beiden Flügel des Niederschlosses wurden beim Wiederaufbau fast vollständig abgerissen. Nur der Rote Turm und das St.-Petersburg-Portal blieben erhalten. Hinter dem Portal und seitwärts bis an den Roten Turm wurde ein Neubau errichtet, der aber breiter als die Grundfläche des früher dort stehenden Niederschloss-Westflügels ist und damit teilweise in den ehemaligen Innenhof reicht. Die übrige Grundfläche des Niederschlosses blieb unbebaut und bildet heute den Willy-Brandt-Platz mit einem modernen Brunnen, der die historischen Phasen Triers symbolisiert.
In die Gebäude des Hochschlosses zog im Jahr 1955 die Bezirksregierung Trier. Seit der Auflösung der Bezirksregierungen in Rheinland-Pfalz im Jahre 2000 ist es Sitz der Aufsichts- und Dienstleistungsdirektion.
Von den alten Innenräumen sind nur die Rokokotreppe und das zugehörige Vestibül erhalten. Die neue Decke des ursprünglich höheren Treppenhauses und der an die Treppe anschließende Saal im ersten Stock wurden in den 1970er Jahren mit einer an den Stil der Erbauungszeit angelehnten Ausmalung versehen. Sie ist eine freie Erfindung und nimmt keinen Bezug auf die ursprüngliche Gestaltung.
Führungen durch Teile des Gebäudes, das dem Land Rheinland-Pfalz gehört, und seinen Innenhof sind möglich. Teile des Südflügels werden außerdem für Veranstaltungen genutzt. Der über die erhaltene Treppe zugängliche Rokokosaal im ersten Obergeschoss fasst bis zu 190 Personen und dient manchmal für Kammerkonzerte und repräsentative Ereignisse mit kleinerem Publikum. Er kann außerdem gemietet werden. Im Innenhof finden manchmal Open-Air-Konzerte und einmal pro Jahr das Trierer Kurzfilmfestival statt.
Ein Teil des Nordflügels, der durch ein kleines Portal in eklektizistischem Stil zugänglich ist, steht der evangelischen Kirchengemeinde zur Verfügung. An der Außenwand des Flügels ist daher eine Gedenktafel für Caspar Olevian angebracht, der sich um die Gründung einer protestantischen Gemeinde in Trier verdient machte. Im Inneren des Nordflügels wurde nach ihm der Caspar-Olevian-Saal benannt, der der evangelischen Kirche als Gemeindesaal dient. In ihm werden im Winter oft die sonntäglichen Gottesdienste abgehalten, um Heizkosten für den riesigen Saal der Basilika zu sparen. Außerdem befindet sich im Nordflügel der Zugang zur Orgel der Basilika.
Das Gebäude mit dem Petersburgportal, auf der Grundfläche des ehemaligen Niederschlosses, und der Rote Turm werden ebenfalls von den Behörden benutzt. Der Rote Turm dient seit 1968, als er wieder eine barocke Dachhaube erhielt, als Glockenturm für die Basilika.

## Palastgarten

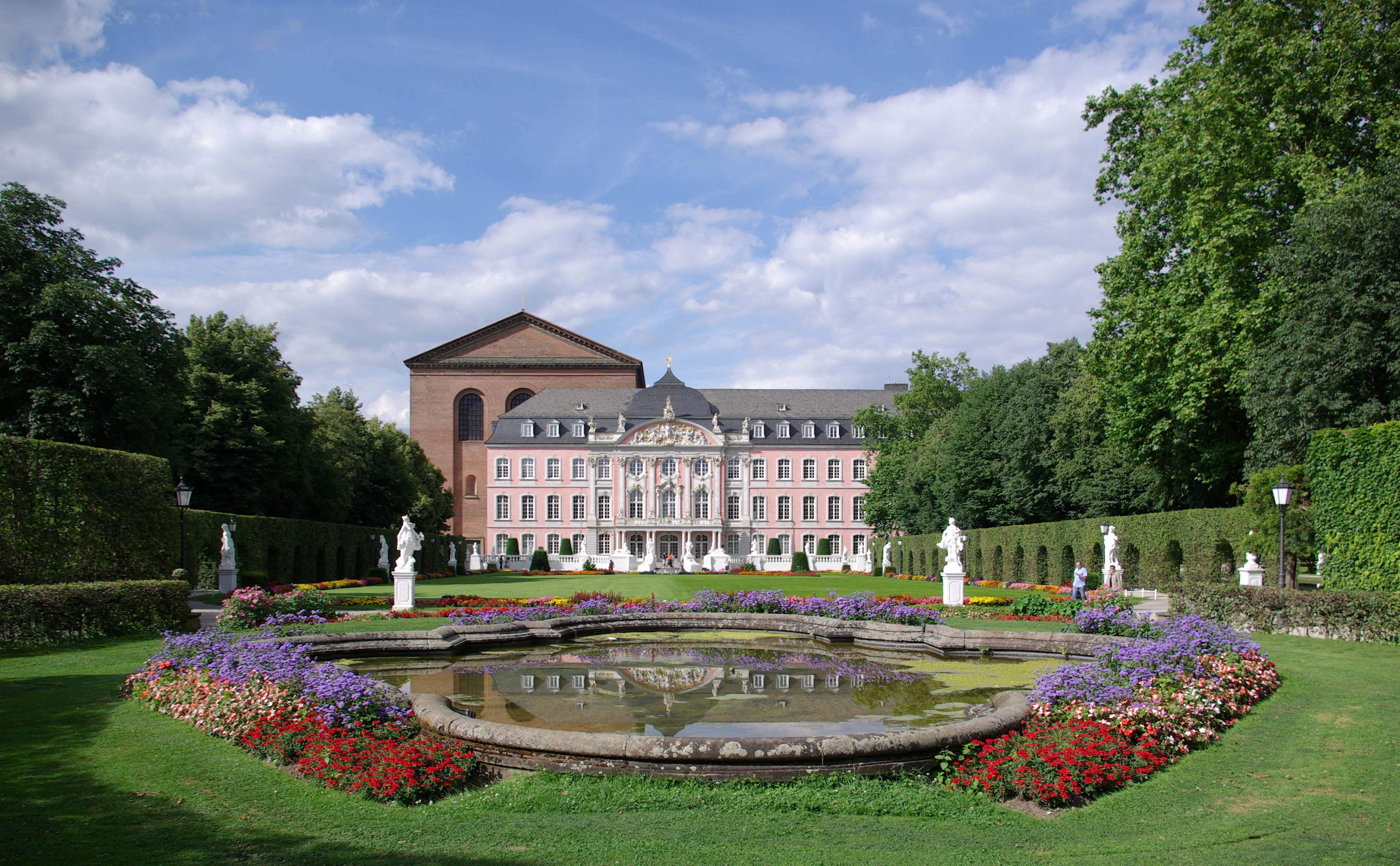
Tietz-Brunnen ohne Fontäne im nördlichen Palastgarten

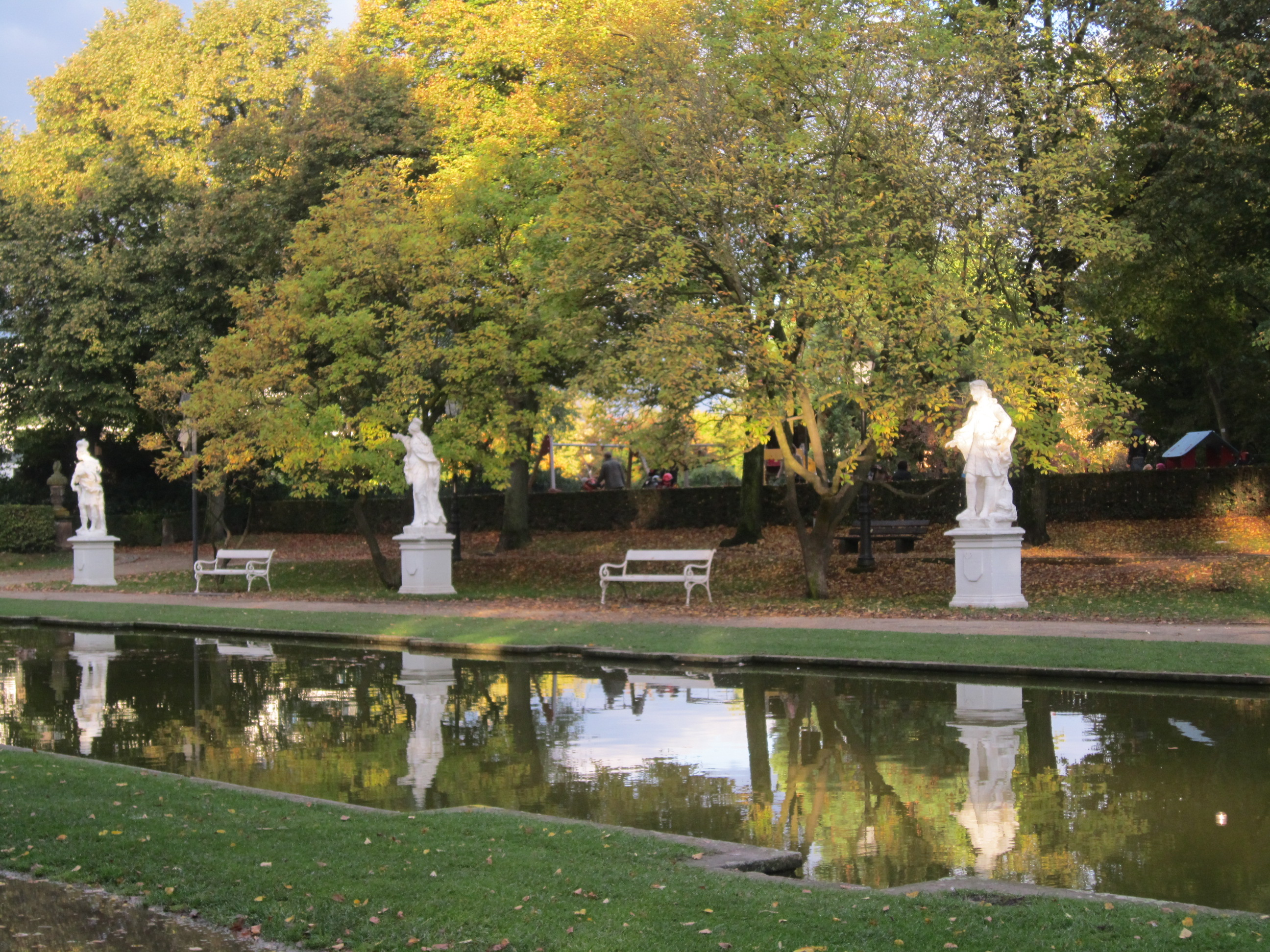
Östlicher Palastgarten mit Tietz-Skulpturen

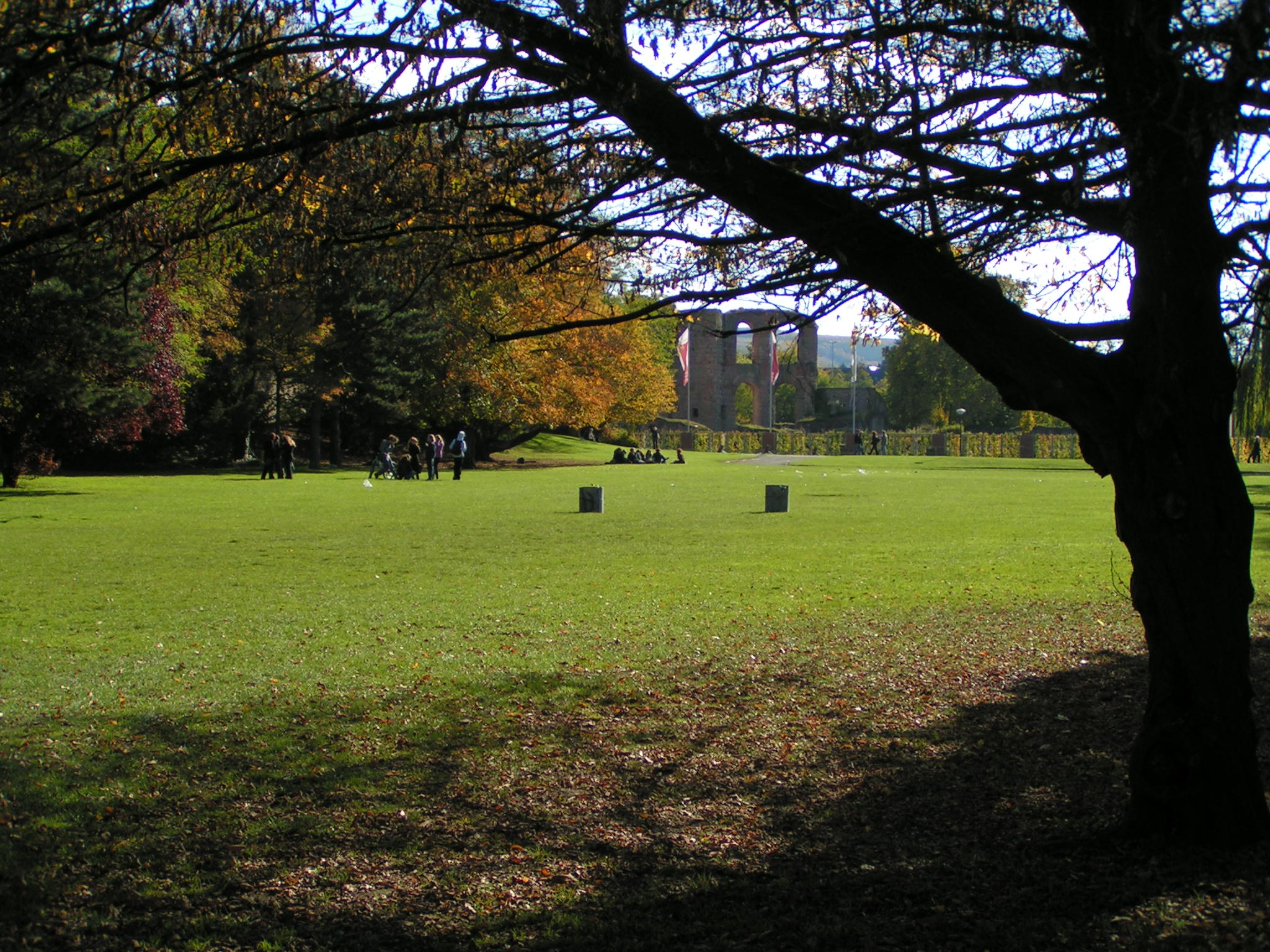
Südlicher Palastgarten, hinten Kaiserthermen

Im Süden des Kurfürstlichen Palais lag zu Zeiten der Kurfürsten ein Park, wobei es allerdings sehr unwahrscheinlich ist, dass die ursprünglichen Pläne für seine Gestaltung tatsächlich verwirklicht wurden. 1761 wurde hier erstmals der (heute sogenannte) Ferdinand-Tietz-Brunnen erwähnt, der heute wieder im Park steht (Video der sich drehenden Fontäne). Als Trier 1794 von französischen Truppen besetzt wurde, wurde der Park in einen öffentlichen Platz umgewandelt. Während der Nutzung des Kurfürstlichen Palais als Kaserne war das Gelände im Süden bis zu den Kaiserthermen Exerzierplatz (siehe Bild von 1907).
Anfang des 20. Jahrhunderts versuchte die Stadt Trier, das Areal zu einem öffentlichen Park herzurichten. Das Projekt stieß jedoch zunächst auf finanzielle Probleme. Erst durch die schalkhafte Stiftung des Trierers Franz Weißebach (siehe dort) erhielt sie Anfang der 1930er Jahre Gelder zur Schaffung des Parks, der bis heute den Namen „Palastgarten“ trägt. 1936/37 wurde auf dem Exerzierplatz wieder ein Park angelegt. Bei der Neuanlage orientierte man sich einerseits an erhaltenen Entwürfen, andererseits am Vorbild anderer Gartenanlagen aus der Zeit des Rokoko, ebenso bei der Wiederherstellung der Anlage nach dem Zweiten Weltkrieg. Im Laufe der Zeit wurden aus Privatbesitz zahlreiche Skulpturen zurückerworben, die vielleicht einmal zur Ausstattung des Parks gehörten, aber auch aus anderen Trierer Gärten stammten. In seiner heutigen Gestalt bildet der Park daher das Ideal einer barocken Gartenanlage, auch wenn er im 18. Jahrhundert vermutlich einfacher gestaltet war.
Unmittelbar im Süden an das Kurfürstliche Palais angrenzend liegt ein Parkabschnitt mit einer nicht betretbaren Rasenfläche, Blumenrabatten vor dem Haupteingang des Südflügels und einer Wasserfläche vor dem östlichen Südflügel (neben dem Rheinischen Landesmuseum). Der Rasen ist nach beiden Seiten durch eine Hecke und Bäume begrenzt und damit optisch von dem Wasserbecken getrennt. Der bekannteste Blick auf das Kurfürstliche Palais – von Süden, mit der dahinter stehenden Basilika – zeigt daher nur den ehemaligen Mittelteil des Südflügels, wodurch die moderne Asymmetrie des Baues weitgehend verdeckt wird. In dem Park stehen Nachbildungen der Tietz-Skulpturen; die Originale sind im Städtischen Museum Simeonstift neben der Porta Nigra zu sehen. Seit 1940 der Tietz-Brunnen wieder aufgefunden wurde, wurde auch er in den nördlichen Park eingefügt.
Weiter nach Süden, an die Kaiserthermen angrenzend, befindet sich eine weite Rasenfläche, die nur am Südende von einem schlichten Springbrunnen aufgelockert wird. Sie ist für die Öffentlichkeit freigegeben und wird vor allem als Liegewiese genutzt.
Im Westen der Rasenfläche steht an einem Weg ein Denkmal aus zwei hochstehenden Betonplatten, das Städten zu ihrem 2000. Jubiläum verliehen wird. Im Osten erhebt sich hinter Bäumen die mittelalterliche Stadtmauer; sie wurde im 19. Jahrhundert am Palastgarten nicht abgetragen, weil sie den Preußen als Grenze und Abschirmung des damaligen Exerzierplatzes willkommen war. In die Stadtmauer eingelassen ist eine Gedenkplatte für Franz Weißebach als Stifter des Parks.
Im Osten des Kurfürstlichen Palais sind Rasenflächen, ein Kinderspielplatz und unmittelbar an der Stadtmauer Ballspielfelder untergebracht. Trotz seiner Lage wird dieses Areal aber nicht typischerweise als „Palastgarten“ bezeichnet.